# Van Veeteren
Van Veeteren är en fiktiv pensionerad kommissarie som är huvudpersonen i en serie av tio romaner av Håkan Nesser, varav nio blivit filmatiserade. Tillsammans med Nessers huvudperson i en annan romanserie, Gunnar Barbarotti, förekommer han också i romanen De vänsterhäntas förening från 2018.

## Romaner och filmer
Romanerna utspelar sig i den fiktiva staden Maardam, som ligger i ett obestämt nordeuropeiskt land som påminner om Nederländerna, Sverige, Tyskland och Polen. Staden har cirka 300 000 invånare (enligt uppgift i den första boken, Det grovmaskiga nätet) och har ett genomgående vattendrag, liksom ett kanalsystem. Många menar att Nesser fått inspiration från sin egen hemstad Kumla, liksom närliggande Örebro. Någon karta över Maardam och övriga orter som nämns i samband med böckerna finns inte, men platser och gatunamn har ändå en kontinuitet böckerna emellan. Mer konkret blev stadens utseende i och med filmatiseringarna av böckerna i början av 2000-talet. Van Veeterens förnamn är ej känt.

## Böckerna
- Det grovmaskiga nätet (1993)
- Borkmanns punkt (1994)
- Återkomsten (1995)
- Kvinna med födelsemärke (1996)
- Kommissarien och tystnaden (1997)
- Münsters fall (1998)
- Carambole (1999)
- Ewa Morenos fall (2000)
- Svalan, katten, rosen, döden (2001)
- Fallet G (2003)
- De vänsterhäntas förening (2018)

### Persongalleriet
Persongalleriet gäller böckerna; filmfigurerna kan skilja sig något från dem i böckerna.
- Van Veeteren är böckernas huvudperson och befinner sig i sextioårsåldern. I de fem första böckerna är han kommissarie, i de fem sista jobbar han på antikvariat, men är ofta behjälplig med utredningar. I ungdomen studerade han några år på Maardams universitet. Van Veeteren är butter och en smula cynisk. Uppskattar mörk öl och schackspel. Han har två barn, sonen Erich och dottern Jess. Han är frånskild, men träffar under seriens gång en ny kvinna, Ulrike Fremdli. Van Veeteren har mycket god personkännedom och lägger stor vikt vid psykologin bakom brotten. Han har bara ett enda olöst fall bakom sig, Fallet G.

- Reinhart är en kriminalintendent, som tar över som kommissarie då Van Veeteren drar sig tillbaka. Han är i 50-årsåldern, lyssnar mycket på jazz, och är oftast mycket klarsynt i brottsutredningar. Han är singel fram till bok 4, då han träffar engelsklektorn Winnifred Lynch som senare är behjälplig i en svår utredning.

- Münster är liksom Reinhart intendent, men några år yngre. Han är familjefar med fru och två barn. Münster är den som oftast har förtrogna samtal med Van Veeteren, och brukar även ofta spela badminton med denne. Han kan ibland framstå som något naiv, vilket Van Veeteren försöker ändra på genom att få honom att tänka efter noga.

- Ewa Moreno är den enda kvinnliga kriminalpolisen i Maardam, åtminstone fram till bok 9. Hon är i 30-årsåldern och ensamstående, men har åtminstone ett par seriösa förhållanden under seriens gång. Hon drivs av en hunger att sätta fast brottslingar, och erkänner att hon tycker det är spännande att vara mitt inne i en brottsutredning. Hon är också den enda av poliserna vars förnamn nämns.

- Rooth är en kriminalinspektör i början av medelåldern. Han är en ständig ungkarl som har begränsade framgångar hos det motsatta könet. Han tröstar sig ofta med allehanda bakverk. Förtjust i spydiga kommentarer. Han samarbetar ofta med den något yngre assistent (sedermera inspektör) Jung, som ofta får sköta fotarbetet i utredningar, men å andra sidan har ett mer stadigt förhållande med en frånskild kvinna.

- Hiller är polischef, men utan speciellt mycket pondus. Snarare är han ofta föremål för skämt bland kollegerna. Han håller mest till på sitt kontor bland många krukväxter.

- Heinemann och DeBries är två andra intendenter som förekommer mindre ofta i böckerna. De försvinner under seriens gång, på helt olika sätt.

### Fotnoter
1. ↑  ”Maardam finns i Nessers huvud” (på svenska). Svenska dagbladet. 28 september 2003. https://www.svd.se/maardam-finns-i-nessers-huvud. Läst 22 oktober 2017.